# Elecciones estatales de San Luis Potosí de 2018
Las elecciones estatales de San Luis Potosí se realizaron el domingo 1 de julio de 2018, simultáneamente con las elecciones federales, y en ellas se renovaron los siguientes cargos de elección popular:
- 27 diputados del Congreso del Estado. De los cuales 15 son electos por mayoría relativa y 12 por representación proporcional.
- 58 ayuntamientos. Compuestos por un presidente municipal y sus regidores. Electos para un periodo de tres años, reelegibles para el periodo siguiente.

## Resultados electorales

### Ayuntamientos
|  | 27.58 % |

|  | 21.47 % |

|  | 16.52 % |

|  | 11.31 % |

|  | 6.47 % |

|  | 3.59 % |

|  | 2.83 % |

|  | 1.91 % |

|  | 1.77 % |

|  | 1.70 % |

|  | 0.92 % |

|  | 96.00 % |

|  | 4.00 % |

### Congreso del Estado de San Luis Potosí
|  | 24.13 % |

|  | 19.52 % |

|  | 17.18 % |

|  | 12.96 % |

|  | 3.83 % |

|  | 3.78 % |

|  | 3.46 % |

|  | 3.31 % |

|  | 3.29 % |

|  | 1.81 % |

|  | 0.64 % |

|  | 7.43 % |

|  | 100 % |